# Botvînivka, Hrîstînivka
Botvînivka (în ucraineană Ботвинівка) este localitatea de reședință a comunei Botvînivka din raionul Hrîstînivka, regiunea Cerkasî, Ucraina.

## Demografie
Componența lingvistică a localității Botvînivka
     Ucraineană (99,29%)
     Alte limbi (0,71%)
Conform recensământului din 2001, majoritatea populației localității Botvînivka era vorbitoare de ucraineană (99,29%), existând în minoritate și vorbitori de alte limbi.